# 曾文誠
曾文誠（1960年9月20日—），台灣知名棒球評論家，同時身兼數十本棒球書籍的作者、雜誌與運動網站之編輯。出生於台灣基隆市，東吳大學中國文學系、台北體育學院運動科學研究所畢業。現為野球人出版社負責人、蕃薯藤運動網與TSNA總編輯，資深中華職棒、美國職棒球評。別名暱稱為「曾公」。

## 簡介

### 踏入職棒以前
自東吳大學中文系畢業後，曾文誠的第一份工作並不是棒球，而是經由同校英文系學長媒合的一家貿易公司上班。
曾文誠個人與公司團隊事業上都做出成績，公司在八零年代初期成為首批前往中國大陸的臺商之一。

### 職棒的球評
1989年10月，台灣的棒球熱潮，來到了籌組職業棒球的階段。被中華職棒雜誌刊登於報紙上的徵才啟示打動，讓該年28歲的曾文誠毅然決定，辭去收入穩定、做出成就感、學長也很照顧的工作。
儘管毫無經驗，曾文誠剛踏入全然陌生的領域，卻脫穎而出成為該次徵才最後錄取的4人其中一位，負責在雜誌採訪中主跑統一獅。
在台灣電視台只有老三台、有線電視普及之前，職棒的出現讓看棒球變成台灣人很重要的休閒活動之一，而且是親臨現場去看球。但球賽再精彩，能服務到的現場觀眾總是有限，於是中華職棒想到了錄下比賽影像給電視台這個辦法，不僅造福廣大群眾，也留下珍貴的存檔紀錄。
不過和老三台過於守舊，消極配合播映相比，尚未合法的第四台攻勢卻很積極，跟職棒官方索取轉拷影帶後配送給系統業者，並於比賽隔天早上8點首播。當時在職棒雜誌工作的曾文誠，平日並不多話但一聊起棒球就是口沫橫飛，於是被使喚來給影帶配聲解說，從此被推上主播台開始「球評」這個角色。
中職的熱潮不僅橫掃全民，連帶也活絡了相關體育媒體。1995年3月16日，曾文誠也親手創立了野球人出版社，但他以一個文學院的角度出發，認為台灣的棒球（體育）不只應當紀錄輸贏等數字分析紀錄，更要留下所謂的棒球（體育）文化，也就是從選手奮戰到觀眾觀看的過程當中灌注的感情，與隨比賽發生的一切，並後續創作出文學影視作品。他希望自己的下海會讓更多人投入棒球故事的撰寫工程，帶領讀者看到更多面向的棒球風景。
2004年，曾文誠完成了碩士論文，題目為「運動媒體消費者對企業贊助商的品牌認知及購買意願之研究：以中華職業棒球聯盟之兄弟象隊為例」
2005年，曾文誠與謝仕淵、盂峻瑋、謝佳芬等人開始參與中華棒協《台灣棒球百年史》之編撰工作，該書於2006年7月問世。
2007年，曾文誠一手創立TSNA運動網站（Top Sporting News Agency），並於10年後（2017年）5月23日於個人臉書宣布，在經過深思熟慮後，決定將TSNA無償轉讓給符合其理念的卓君澤接手營運，隨後該網站顯示其為創辦人兼資深顧問。完成交棒後，曾文誠於年底展開為期36天的徒步環島。
2018年9月1日，曾文誠於澄清湖棒球場（統一獅主場賽事）獻出生涯第一次開球。在這個重大場合，他選擇穿上呂文生的5號球衣以表對他的紀念2019年3月18日，曾文誠再度撰文，為呂文生當年被中職與棒協過度反應聯手封殺感到惋惜與不平。
2019年，曾文誠與同為球評的前職棒球員潘忠韋合著出版《如何當個好球評：曾文誠╳潘忠韋的完全球評手冊》，分享身為球評這項工作的內幕。

## 經歷

### 書籍雜誌
- 野球人出版社負責人
- 《職業棒球雜誌》採訪組組長
- 《棒球世界雜誌》總編輯
- 味全龍《龍族月刊》總編輯

### 球評
- 無線電視：中國廣播公司、華視、公視
- 有線電視：TVIS、緯來體育台、ELTA體育台、ESPN體育電視網、FOX體育台

### 講師
- 世新大學
- 文化大學

### 網站
- 好動網副總編輯
- 蕃薯藤運動網總編輯
- TSNA創辦人(2007)→資深顧問(2017)

## 著作
- 《台灣棒球王》
- 《投打之間》
- 《投打之外》
- 《解剖鈴木一朗》
- 《圖解投球技巧》
- 《圖解棒球規則》
- 《綠色阿草謝長亨》
- 《野茂英雄》
- 《職棒必勝絕招》
- 《大豐的歸鄉路》
- 《瞄準本壘》
- 《推不倒的不倒翁》
- 《棒球路作伙走》
- 《棒球Ｑ＆Ａ》
- 《幸福全壘打》
- 《台灣棒球百年史》
- 《2007世界職棒觀戰指南》
- 《棒球驚嘆句》
- 《圖解MLB【修訂新版】(2013)》
- 《棒球驚嘆句2：42位棒球人的珍貴故事》
- 《曾文誠的私房畫：美國行X台灣環島的珍藏手繪本》
- 《環島浪漫：曾文誠800公里的人生完賽》
- 《圖解MLB【2019年開季新版】》
- 《如何當個好球評：曾文誠╳潘忠韋的完全球評手冊》
- 《野球.人生：別無所「球」的追夢人》
- 曾文誠專欄 中華職棒傳奇教頭列傳[8]

## 名言
「老實說，我不是（三商）虎迷，但打從（中華）職棒五年（1994年）開賽後，我就祈禱虎隊可以拿冠軍。不為別的，只因為林仲秋。」曾文誠曾為了個人打擊成就斐然卻始終無緣總冠軍的強打林仲秋有這麼一句抱屈之言。
林仲秋加入三商虎與中華職棒時年齡已近30，儘管力抗歲月大展強打本色，然而始終無法幫助三商虎拿下總冠軍，成為4支創始元老中唯一沒拿過總冠軍的球隊。在曾公為三商虎祈禱的當年，三商虎無論上下半季的戰績，都與包辦上下半季冠軍、完成3連霸的兄弟象差距非常遠。三商虎解散後，林仲秋先後加入興農牛與中信鯨，但無論是球員或教練生涯都與總冠軍緣慳一面。

## 特殊事蹟
- 1991年 -- 衛冕軍味全龍本來已與遠在日本的謝長亨達成共識，但統一獅領隊郭俊男提出抗議，認為味全龍此舉會破壞戰力平衡，堅持必須選秀，並在第1次本土選秀會第1輪帶走謝長亨。選後謝長亨原本不是那麼有意願加盟，但在郭俊男領隊力邀下點頭同意，隨即成為獅隊力捧的17(後改18)號王牌。曾文誠和攝影記者林明源苦等守候，並取得獨家照片和訪問，刊登在雜誌封面。
- 2004年 -- 於《台灣棒球王》(與盂峻瑋合著)P.52～53記載『該屆比賽於7月19日在圓山棒球場（台北圓山球場）揭幕，嘉農第一戰對上的是強隊台中一中，嘉農以15A比0大勝，並且投出台灣棒球史上第一場完全比賽。』，但比對過《台灣日日新報》1931-07-20日刊『15－0　無人境を行く如く　嘉義農林大捷す　臺中一中敢なく敗る／經過』(版次07)之報導內容，台中一中是被無安打完封，單場獲得8個保送（8個殘壘）也並非由吳明捷完投，與事實有所出入。

## 相關專欄
- 棒球專欄/子毓貓流光歲月/032-祝福曾文誠

## 相關新聞
- 2016-07-19 棒球史上的今天／1931年7月19日吳明捷無安打比賽【TVBS】
- 2018-01-01 名球評曾文誠36天徒步環島　踏出去就值得拍手【蘋果日報】
- 2018-01-15 環一座思念母親的島——曾文誠人生最棒的完賽【報導者】
- 2018-09-01 曾文誠第1次當開球嘉賓　因為呂文生選穿5號【蘋果日報】
- 2018-08-12 臺灣棒球迷最熟悉的聲音，資深球評曾文誠的野球人生【Home Run Taiwan】
- 2019-03-18 曾文誠／誰殺了呂文生？ （页面存档备份，存于）【報導者】
- 2019-03-23曾文誠／梁功斌：棒球一直在 中職一直都在【中央社】
- 2019-12-06 【永不放棄5】跟潘忠韋一起出書　曾文誠：我看過最認真球評【蘋果日報】

## 外部連結
- 曾文誠facebook